# Echinopsis densispina
Echinopsis densispina ist eine Pflanzenart aus der Gattung Echinopsis in der Familie der Kakteengewächse (Cactaceae). Das Artepitheton densispina leitet sich von den lateinischen Worten densus für ‚dicht‘ sowie -spinus für ‚bedornt‘ ab.

## Beschreibung
Echinopsis densispina wächst einzeln. Die eiförmigen, graugrünen bis dunkelgrünen Triebe erreichen bei Durchmessern von 5,5 Zentimetern Wuchshöhen von bis zu 8 Zentimetern. Es sind etwa 17 gekerbte Rippen vorhanden, die in Höcker gegliedert sind. Die auf ihnen befindlichen gelblich weißen Areolen sind manchmal eingesenkt und stehen bis zu 0,5 Zentimeter voneinander entfernt. Die vier bis sieben hell- bis dunkelbraunen Mitteldornen sind dunkler gespitzt. Sie sind gerade bis wenig gebogen und an ihrer Basis verdickt. Die Mitteldornen sind entweder 1,5 bis 2 Zentimeter lang oder viel kürzer und unauffällig. Die 16 bis 22 weißlichen, borstenartigen, biegbaren Randdornen sind ausgebreitet und weisen eine Länge von 0,6 bis 0,8 Zentimeter auf.
Die kurz und breit trichterförmigen, gelben bis orangefarbenen Blüten sind bis zu 8,5 Zentimeter lang.

## Verbreitung, Systematik und Gefährdung
Echinopsis densispina ist in der argentinischen Provinz Jujuy in Höhenlagen von 1500 bis 3000 Metern verbreitet.
Die Erstbeschreibung durch Erich Werdermann wurde 1934 veröffentlicht. Nomenklatorische Synonyme sind Lobivia densispina Werderm. ex Backeb. & F.M.Knuth (1936), Hymenorebutia densispina (Werderm.) Buining (1939), Salpingolobivia densispina (Werderm.) Y.Itô (1957), Lobivia famatimensis var. densispina (Werderm.) Backeb. (1960), Lobivia haematantha subsp. densispina (Backeb. & F.M.Knuth) Rausch (1975), Lobivia haematantha var. densispina (Backeb. & F.M.Knuth) Rausch (1975) und Lobivia haematantha subsp. densispina (Backeb. & F.M.Knuth) Rausch ex G.D.Rowley (1982).
In der Roten Liste gefährdeter Arten der IUCN wird die Art als „Least Concern (LC)“, d. h. als nicht gefährdet geführt.

## Nachweise